# Patroni vinařů
Patroni vinařů byli svatí, kteří bděli nad pokladem mistrů cechu vinařského ve vinohradech. V českých a moravských krajích se těšili velké úctě především svatý Václav, Bartoloměj, Jan Evangelista či Urban. Nelze také zapomenout na sicilského mučedníka, patrona pražské katedrály svatého Víta, zvaného též Vito. Ke každému patronovi se pojí samostatný, zvláštní příběh, díky kterému se postavil do čela tak důležitého řemesla, vinařství.
Celý ten vinařský rok je potřeba, aby někdo nad pokladem bděl, chránil jej před kroupami, špačky i nemocemi. Aby na podzim vinaři mohli ve svých sklípcích znovu vzdát hold všem patronům sklenkou právě vyzrálého lahodného vína.

## Čechy
V Čechách se velké oblibě těší mezi patrony hlavně svatý Václav, který je vinaři uctíván již od dob „Otce vlasti blahé paměti“, Karla IV. Je jediným českým panovníkem a zároveň patronem, který vinnou révu i sám pěstoval, ba dokonce ji i sklízel a vyráběl vlastní víno. Vinaři ve svatém Václavovi našli zalíbení jako v ochránci před nepřízní počasí. Také datum jeho smrti 28. září zapadá do nejdůležitějšího období vinařského roku, do období vinobraní. Svatému Václavovi se dokonce dostalo cti stát se nejvyšším perkmistrem – stalo se tak v roce 1676 usnesením litoměřické obce.

## Morava
Mezi moravskými vinohrady je v popředí uctívání biskup z Langres svatý Urban, jenž je vyobrazován spolu s hroznem vína. Mezi patrony vína jej zařadila legenda, která praví, že vinice ukryla biskupa Urbana před pronásledovateli a zachránila mu tak život.
I další patron má přídomek svatý. Dle legendy Jan Evangelista vypil pohár otráveného vína, ale jed ve víně na něj vůbec neúčinkoval. 29. prosinec, svátek Jana Evangelisty, se stal dnem, kdy se světí víno.
Dalšího patrona si zvolili vinaři díky začátku vinobraní. Na svátek apoštola svatého Bartoloměje, 24. srpna, na většině vinic začalo velmi rušné období. Vinaři věřili v jeho sílu a moc ochránit úrodu při sběru. Svatý Bartoloměj bývá také vyobrazován s nožem, který je podobný noži vinařskému.